# Bain d'arrêt
En photographie argentique, le bain d'arrêt est une solution destinée à arrêter la réaction d'un film après son immersion dans un bain révélateur. L'immersion du film dans un bain d'arrêt intervient dans le processus de développement en deuxième étape, juste avant le bain fixateur.
Ce produit chimique est composé de vinaigre acétique à plus de 20 % de concentration qui neutralise l'action du révélateur. Il est utilisé soit dans le développement d'un film ou d'un papier pour tirage,,.